# Organització territorial de Bòsnia i Hercegovina
Bòsnia i Hercegovina presenta diversos nivells d'estructuració política. El principal és la divisió del país en dues entitats.
Alhora, aquestes entitats tenen la seva pròpia organització interna (en cantons i en regions).
Tot i aquesta divisió, en el nivell més proper al cituadà, Bòsnia i Hercegovina té constituïdes les municipalitats.

## Entitats de Bòsnia i Hercegovina
Les dues entitats d'aquest estat són: la Federació de Bòsnia i Hercegovina i la República Sèrbia, segons el que recullen els Acords de Dayton de 1995.
L'any 2000 es va crear el Districte de Brčko, amb territori en les dues entitats. Brčko pertany oficialment a ambdues entitats, encara que en realitat es governa autònomament.

### Organització territorial de la Federació de Bòsnia i Hercegovina
Si es vol més informació de la divisió política de la Federació de Bòsnia i Hercegovina es pot consultar:
- Cantons de la Federació de Bòsnia i Hercegovina

### Organització territorial de la República Sèrbia
Si es vol més informació de la divisió política de la República Sèrbia es pot consultar:
- Regions de la República Sèrbia